# Nauclea vanderguchtii
Nauclea vanderguchtii är en måreväxtart som först beskrevs av De Wild., och fick sitt nu gällande namn av Ernest Marie Antoine Petit. Nauclea vanderguchtii ingår i släktet Nauclea och familjen måreväxter. Inga underarter finns listade i Catalogue of Life.